# Chairul Tanjung

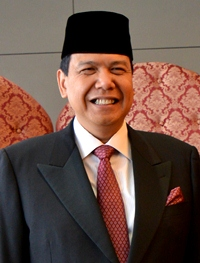
Chairul Tanjung, 2014

Chairul Tanjung (* 16. Juni 1962 in Jakarta, Indonesien) ist ein indonesischer Unternehmer, der nach Angaben des Forbes Magazine mit vier Milliarden US-Dollar Nettovermögen zu den fünf reichsten Indonesiern gehört. Er ist der Gründer der CT Corp.

## Leben
Chairul Tanjung kommt aus einer einfachen Familie, sein Vater A. G. ist Reporter, seine Mutter Halimah Hausfrau.
Aufgrund der Wirtschaftskrise 1966 musste seine Familie in ein Elendsviertel in Jakarta umziehen.
Seine Mutter setzte sich in der Folge dafür ein, dass er trotz des geringen Einkommens der Familie an der Universität Indonesia Zahnmedizin studieren konnte.

## Geschäftsleben
Nach seinem Studium gründete er eine kleine Schuhfabrik, später ein Finanzunternehmen und baute ein Einkaufszentrum in Bandung.
1996 kaufte Tanjung die Bank Mega, die während der Weltwirtschaftskrise 1998 als einzige Bank in Indonesien trotz der Krise einen Gewinn erwirtschaften konnte. In der Folge kaufte er den Fernsehkanal Trans tv und eine Minengesellschaft.
Im Jahre 2010 listete ihn das Forbes Magazin mit einer Milliarde US-Dollar Nettovermögen als neuntreichsten Geschäftsmann in Indonesien und 997. in der Welt. In den folgenden zwei Jahren vervierfachte sich sein Vermögen und 2012 wurde er vom Forbes Magazin auf Platz fünf der reichsten Geschäftsleuten in Indonesien und Platz 395 in der Welt gelistet.

## CT Corp
Die CT Corp, vor dem 1. Dezember 2011 PARA Group, ist eine 1987 gegründete Unternehmensgruppe. Die Verwendung von „CT“ hat ihre Grundlage in den Initialen von Chairul Tanjung. Die Gruppe verfügt über mehrere Geschäftsbereiche wie den 1. Mega Corp, welcher im Bereich des Bankwesens angesiedelt ist, den 2. Trans Corp und den PT. CT Global Resources.

## Sonstige Aktivitäten
Tanjung ist Mitglied des Jakarta Initiative Advisory Committee, der indonesischen Delegation für das Asien-Europa-Business-Forum, des Pacific Basin Economic Council, sitzt im Jakarta Arts Stiftungsrat und ist Vorsitzender des Vorstands des All-Indonesien Badminton Verbandes und des Yayasan Indonesien Forums sowie Mitglied des Board of Trustees der Universität Indonesien. Von 2000 bis 2004 war er Präsident von Persatuan Bulutangkis Seluruh Indonesia.